# Strani disegni
Strani disegni (変な絵?, Hennae) è una romanzo dello scrittore e youtuber giapponese Uketsu.
La prima edizione originale è stata pubblicata nel 2022 dalla casa editrice Futabasha e ha venduto oltre 1,6 milioni di copie con 20 ristampe in un solo anno. Il libro è stato poi tradotto in 28 lingue diventando un caso letterario anche nel resto del mondo. La traduzione italiana, effettuata da Stefano Lo Cigno, è stata pubblicata da Einaudi nel giugno 2025.

## Trama
Il romanzo è diviso in quattro capitoli, ciascuno incentrato sulle vicende di un protagonista differente. Le vicende, inizialmente separate, si ricollegano poi al termine del libro fornendo un quadro completo della vicenda. 
Nel primo capitolo uno studente universitario appassionato di paranormale scopre un blog misterioso, in cui viene raccontata la vita di una giovane coppia formata da un impiegato e un'illustratrice in attesa di un bambino. I post, che includono spesso disegni della moglie in cui viene raffigurato nelle diverse fasi della vita, risalgono al periodo compreso tra il 2008 e il 2012, ma tra ottobre 2009 e novembre 2012 son state effettuate numerose cancellazioni. Lo studente decide di indagare sui post mancanti per scoprire la verità.
Nel secondo capitolo una madre con il figlio vengono inseguite da un uomo incappucciato sin sulla porta di casa.

## Edizioni
- Strani disegni, collana Stile libero big, traduzione di Stefano Lo Cigno, Einaudi, 2025,  p. 248, ISBN 978-8806268299.